# 扉は閉ざされたまま
『扉は閉ざされたまま』（とびらはとざされたまま）は、石持浅海による日本の推理小説。及びそれを原作とした2008年のテレビドラマ。

## 概要
碓氷優佳を探偵役とする碓氷優佳シリーズの第1作目である。また、犯人が最初から分かっている“倒叙モノ”であり、作者の「倒叙三部作」の1作目。
2006年版の本格ミステリ大賞で最終候補作に残り、このミステリーがすごい!及び本格ミステリベスト10では共に第2位に、週刊文春ミステリーベスト10では第5位にランクインした。

## あらすじ
大学時代、軽音楽部に所属していた酒好きの6人が作った有志「アル中分科会」。集まる度に酒の話ばかりしていたため、他の軽音楽部員から「アル中分科会」などと名付けられたが、実際は臓器提供意思表示カードを持っているという共通点から親しくなった。
仲間の1人の発案で、卒業以来初めて同窓会を開くことになった。伏見亮輔は、その会場で仲の良かった後輩・新山和宏を殺害する計画を立て、それを実行する。彼はある理由から遺体発見を遅らせるために、ごく自然な理由を並べ立て、扉を開けさせまいとする。だが、碓氷優佳だけが部屋の様子を不審に思い、鋭利な推理で伏見を徐々に追い詰めていく。

## 登場人物
碓氷 優佳（うすい ゆか）
アル中分科会に入っていた姉に連れられ、皆とも親しくなった。勘が鋭く、状況を俯瞰し、先を読むことに長けている。大学院生（博士課程）で、火山学を研究している。初めはアイドル的存在だったが、頭脳明晰なことが判明し、対等な友人として扱われるようになった。
伏見 亮輔（ふしみ りょうすけ）
医療ベンチャー企業に勤めている。計画していた新山の殺害を実行し、事故死に見せかける。過去には優佳に告白されたこともあり、想い合っていたが、恋人関係には発展しなかった。
大倉 礼子（おおくら れいこ）
優佳の姉。旧姓・碓氷。伏見の一級後輩。酒が好きというより、酒肴が好きで、学生時代は皆のリクエストに答えて腕を振るった。
石丸 孝平（いしまる こうへい）
伏見の二級後輩。福岡の大学院へ進み、そのまま研究室の助手になった。グループ内では最年少。酒には詳しくないが強い。
安東 章吾（あんどう しょうご）
伏見の同級生。人の良さそうな丸顔。今回の同窓会の発起人。資産家の祖父が遺した成城の一軒家を兄がペンションに改築したが、体調不良で休業したため、同窓会の場所として提供した。
上田 五月（うえだ さつき）
伏見の一級先輩。グループ内では最年長。細い顎に細い目、メガネをかけている。つくばで研究員として働いている。うわばみ。
新山 和宏（にいやま かずひろ）
伏見の一級後輩。礼子と同級生。ウイスキーを愛好する。愛煙家。故郷・北海道で公務員になった。強度の近視。

## 書籍情報
- 単行本：2005年5月、ノン・ノベル、ISBN 978-4-396-20797-7
- 文庫本：2008年2月、祥伝社文庫、ISBN 978-4-396-33406-2、巻末解説 光原百合
  - 文庫化に当たり、「前夜」という章が加筆されている。

## テレビドラマ
2008年3月29日、WOWOWの「ドラマW」でテレビドラマ化され、『君の望む死に方』と2夜連続で放送された。黒木メイサ主演。

### キャスト
- 碓氷 優佳 - 黒木メイサ
- 伏見 亮輔 - 中村俊介
- 大倉 礼子 - 田丸麻紀
- 石丸 孝平 - 柏原収史
- 安東 章吾 - 和田聰宏
- 上田 五月 - 国分佐智子
- 新山 和宏 - 山崎樹範
- 藤村百合子 - 小山田サユリ

### スタッフ
- 原作：石持浅海
- 監督：村本天志
- 脚本：深沢正樹
- 音楽：村松崇継
- 主題歌：羊毛とおはな/rain
- プロデューサー：青木泰憲、池田禎子